# Coca Nasa
Coca Nasa es un proyecto comunitario e indígena del pueblo nasa en Colombia dedicada a la elaboración y comercialización de alimentos sobre la base de hojas de coca (Erythroxylum novogranatense). Cuenta entre sus objetivos el de «reivindicar la planta de coca como un recurso natural y cultural que puede ser explotado económicamente por las comunidades indígenas». Dentro de los productos sobre la base de coca que ofrece se encuentra la harina de coca, hojas de coca, galletas, aguardiente, vino de coca, ron de coca, pomada de coca, gotas, mezclas de preparados para infusiones como Nasa Esh’s, la bebida energizante Coca Sek y la cerveza Coca Pola.
En 2004 la empresa fue ratificada por el Instituto Nacional de Vigilancia de Medicamentos y. Alimentos (INVIMA), organismo que ha señalado que la comercialización de los productos se encuentra restringida a los territorios tradicionales de las comunidades y que su venta y consumo no ha sido autorizado en el resto del país.

## Historia
En 1997 un grupo de estudiantes indígenas nasa en Bogotá decidieron iniciar un proyecto de reconocimiento del uso tradicional de las hojas de coca. Posteriormente, en 1999 la empresa fue fundada bajo la razón social de Ecoca Ltda y bajo el nombre de Proyecto Coca Nasa en el Resguardo Indígena de Calderas en el departamento del Cauca. Ese año se iniciaron los trámites para obtener el registro sanitario ante el Instituto Nacional de Vigilancia de Medicamentos y. Alimentos (INVIMA) que luego señaló que el registro lo podía realizar el Cabildo  dada la autonomía indígena. En 2002 la Asociación de Cabildos Indígenas Juan Tama de Inzá expidió el registro sanitario para las aromáticas de coca del proyecto. La actual representante y fundadora de la empresa es Fabiola Piñacué.

## Caso Coca Nasa versus The Coca-Cola Company
El 26 de noviembre de 2021 Coca Nasa recibió un comunicado del despacho de abogados Brigard Castro que representa a la empresa multinacional The Coca-Cola Company para que cese y desista del uso del nombre Coca Pola en su cerveza artesanal ya que su uso podría confundirse con su bebida, «podría violar la ley de marcas registradas en Colombia» y «la ley de competencia desleal».
Anteriormente, en el año 2006, ya Coca Nasa había recibido una demanda de The Coca-Cola Company para reclamar los derechos de propiedad de la palabra Coca en la bebida Coca Sek de la empresa indígena. Esta demanda no prosperó ya que la defensa por parte de Coca Nasa se centró en exigir el reconocimiento de los derechos colectivos sobre la hoja de coca y así fue declarado.
Ante la demanda de 2021, Coca Nasa respondió solicitando explicaciones sobre por qué Coca Cola estaba usando el término “coca” sin autorización y consentimiento de los pueblos originarios nasa y emberá chamí. Esta solicitud se realizó basándose en la Decisión 486 de Lima, Perú de la Comunidad Andina, que establece que el uso de nombres que tengan relación con los pueblos indígenas, o con sus productos o elementos que sean fundamentales de su cultura se encuentran protegidos.